# Thubten Chökyi Nyima
Thubten Chökyi Nyima var den nionde inkarnationen av Panchen Lama i Gelug-sekten i den tibetanska buddhismen.
1888 erkändes han som Panchen Lama och fördes till Trashilünpo i Shigatse. 1901 träffade han under två dagar den ryske munken Agvan Dorzjijev, som han gav undervisning i buddhismen. 1903 förde han samtal med den brittiske ämbetsmannen och tibetologen Charles Alfred Bell om den politiska situationen i Tibet. 1907 lärde han även känna Sven Hedin.
Sedan den brittiska militärexpeditionen under Francis Younghusband tvingat Dalai Lama att fly Tibet 1904 blev Panchen Lama den högsta politiska och religiösa auktoriteten i Tibet och Qing-regeringen försökte uppmuntra Panchen Lama att ta över Dalai Lamas roll som Tibets härskare. Panchen Lama vägrade dock att ersätta Dalai Lama, men spelade en viktig roll fram till dess att Dalai Lama återvände till Tibet på 1910-talet.
1924 hamnade Panchen Lama i konflikt med Dalai Lama, som försökte beskatta Panchen Lamas ägor för att finansiera Tibets försvar. Konflikten ledde till att Panchen Lama flydde till Inre Mongoliet, där han upprättade nära kontakter med Kinas regering. Han lyckades aldrig återvända till centrala Tibet och avled i Kyegundo (Amdo) 1937.